# S. Jeyathurai
S. Jeyathurai (ur. 26 marca 1936) – singapurski hokeista na trawie, olimpijczyk.
Uczestnik Letnich Igrzysk Olimpijskich 1956 (grał na pozycji lewego skrzydłowego). Reprezentował Singapur wyłącznie w spotkaniu rundy klasyfikacyjnej o miejsca 5–8, w którym rywalem Singapuru była kadra Nowej Zelandii (mecz zakończył się porażką Singapuru 0–13). Jego reprezentacja zajęła finalnie 8. miejsce w stawce 12 zespołów. Był najmłodszym hokeistą w kadrze powołanej na igrzyska w Melbourne.
Uczył się w Raffles Institution and Victoria School, gdzie uprawiał także krykiet i piłkę nożną.